# AB Channel
AB Channel è  una rete televisiva italiana trasmessa in  streaming e in precedenza su digitale terrestre e gratuitamente via satellite, collocata al canale 835 di Sky Italia, ideata e gestita dalla famiglia Spada.
L'emittente è stata attiva dal 12 giugno 2006 al 26 febbraio 2020.

## Storia
AB Channel nacque il 12 giugno 2006 per volontà dell'imprenditore abruzzese Marino Spada.
Il nome del canale deriva dalle lettere iniziali del nome "Abruzzo". Molto attiva sul versante dell'informazione, aveva difatti una propria redazione giornalistica, una sede ed un centro di produzione ad Atri, una redazione esterna a Roma e nel 2010 aprì anche un centro di produzione a Milano. AB Channel aveva comunque una programmazione di tipo generalista, proponendo alcune repliche di cartoni animati, film di serie B, rubriche sul lotto e televendite.
Fin dalla nascita, AB Channel era trasmessa sui satelliti Hot Bird in modalità free to air, risultando visibile in tutta Europa, nel Medio Oriente e in parte dell'Africa. In particolare era disponibile nella numerazione di Sky Italia inizialmente sul canale 920 e poi sul canale 835. Era presente anche nelle Americhe diffusa in tecnologia IPTV. Infine, l'emittente è stata disponibile anche in streaming su TVdream e sul suo sito web.

### Digitale terrestre
Dal 2009, in aggiunta alla diffusione satellitare, l'emittente è stata trasmessa attraverso il digitale terrestre, stringendo accordi con varie aziende proprietarie di mux televisivi. Inizialmente fu ospitata a livello nazionale o seminazionale da Telecom Italia Media alla numerazione 97, cambiando frequentemente mux. Difatti, comparve sul mux TIMB 1 solo nelle aree all-digital e sul mux TIMB 2 solo nelle zone restanti dal 15 giugno 2009.
Nel frattempo, l'emittente fu inserita rete di mux locali con LCN variabile, modalità che verrà mantenuta negli anni successivi salvo alcune eccezioni, nonostante non permetta una copertura nazionale a tutti gli effetti: inoltre non riuscirà a mantenere una presenza stabile, cambiando continuamente i mux che la ospitano e le LCN di trasmissione, e la programmazione alternò periodi di maggiore varietà ad altri più poveri. Inizialmente, in Lombardia l'emittente è presente da luglio al 19 ottobre 2010 sul mux di Canale 6-Telelombardia (UHF 30), in Campania e nel basso Lazio dal 2 agosto al 5 dicembre 2010 sul mux di Napoli Canale 21. Dopo quasi un anno di assenza, AB Channel ritorna più estesamente su altri mux locali: in Lombardia con LCN 651 sul mux SolRegina Po dal 19 novembre 2011, in Abruzzo sul mux Tv6 da marzo 2012 inizialmente con LCN 15 e poi con LCN 634.
Da febbraio 2012, il canale ha ripetuto parte della programmazione dell'emittente abruzzese Tv6 dalle 19 a mezzanotte. Dal 30 marzo al 6 aprile 2012 tornò per un brevissimo periodo ad avere una copertura nazionale nel multiplex Retecapri Alpha con LCN 120 al posto di Retecapri2, ripetuta anche sull'LCN 149 al posto di Capri Casinò.
In seguito, da maggio 2012 fino a febbraio 2013 è stata affiliata al canale Rete Italia (LCN 131) del gruppo Digitmedia, ospitato sul mux Tivuitalia, che ritrasmetteva l'emittente per tutta la giornata, prima con doppio logo di rete e poi (da settembre) col solo logo "Rete Italia". In Abruzzo l'emittente restava disponibile anche sul mux Tv6 (spesso con il doppio logo "Ab Channel-Tv6" e con una programmazione parzialmente differenziata) e per alcuni mesi da dicembre 2012 sul mux Onda TV. In questo periodo il palinsesto era caratterizzato da diverse telenovelas, film, telefilm polizieschi, informazione ed alcuni cartoni animati.
Tra fine gennaio ed il 19 febbraio 2013 terminarono i legami con Tv6 e poi con Rete Italia, sancendo così la conclusione della copertura seminazionale sul mux Tivuitalia. Da allora, fino all'estate 2014 fu stretto un accordo con il gruppo Europa 7, restando visibile in Abruzzo sul mux Atv7 con LCN 195 (in cui era presente sin da gennaio inizialmente nella versione legata a Rete Italia) fino al 7 agosto 2014, nel Lazio nel mux di Tvr Voxson con LCN 213 dal 25 febbraio 2013 al 28 luglio 2014 e in Toscana nel mux di Teleregione/Tvr Voxson con LCN 294 dal 25 febbraio 2013 al 2 ottobre 2014, mantenendo comunque una diffusione a carattere interregionale in quanto visibile anche in Emilia-Romagna con LCN 695, in Veneto ed in Friuli nei mux di Antenna Tre Nordest e TVision con LCN 272 dall'8 aprile al 3 dicembre 2013, in Piemonte sul mux Rete 7 con LCN 174 dal 5 marzo al 29 luglio 2013, in Puglia sul mux Antenna Sud all'LCN 174 dal 5 settembre 2013 a fine febbraio 2014, in Campania nel mux Canale 9, in Sicilia all'LCN 606 sul mux Telecolor dal 14 settembre 2013. In questo periodo, la programmazione di AB Channel era composta prevalentemente da trasmissioni di lottologia, ossia dedicate alle previsioni e alla numerologia relativa al gioco del lotto.
Dal 25 febbraio al 24 giugno 2014 tornò in onda in tutto il nord Italia, ripetuto tutta la giornata dal canale Studio Store (LCN 622) del mux interregionale Studio 1: la ripetizione riprenderà da fine febbraio a maggio 2015. Grazie al legame con Europa 7, dal 12 maggio al 21 luglio 2014 AB Channel è presente per un breve periodo in nazionale in modalità DVB-T2 sul mux di Europa7 HD con LCN 430.
Dal 20 settembreripeteva dalle 7 alle 8:30 e dalle 20 alle 23:30 l'emittente marchigiana/abruzzese Vera TV.
Da novembre 2014 è stata ospitata nel nord-ovest dal gruppo Telecity/Telestar, con il nome "Ab Channel Italiaottodue" ed una programmazione a volte differenziata ed autonoma rispetto al satellitare, soprattutto durante le ripetizioni di Vera TV: in Piemonte è presente in test per alcuni giorni sul mux City Radio TV per poi comparire sul mux Telestar con LCN 187 dal 7 novembre; in Lombardia è presente sul mux Telestar dall'11 novembre con LCN 272; in Valle D'Aosta ha LCN 116 ed in Liguria LCN 195. Tutte queste ripetizioni sono rimosse fra fine giugno e primi di luglio 2015, per poi tornare alla fine di luglio e scomparire definitivamente a fine ottobre 2015. Riguardo ad altre regioni, è aggiunto in Puglia all'LCN 295 sul mux TeleA/NapoliCanale 21, nelle Marche all'LCN 187, in Abruzzo all'LCN 213, in Campania all'LCN 217; resta visibile la ripetizione siciliana.
Da gennaio a luglio 2015 le trasmissioni di lottologia venivano ripetute in diversi orari dall'emittente Linea Italia del gruppo Gold TV, ed altre emittenti riproponevano alcune ore di televendite (fra cui Rete 79 e Italia +). Tuttavia la programmazione integrale include comunque film, telenovele, telefilm e programmi sportivi.
Da novembre 2015 tornò sui vari mux locali del gruppo Ostitel, con LCN variabile: 273 in Friuli, 298 in Veneto, 197 in Piemonte, 219 in Emilia-Romagna e nelle Marche, 295 in Toscana, 272 in Trentino Alto-Adige. Quanto alle regioni mancanti del nord, in Lombardia è aggiunto sul mux Rete 55 con LCN 660, in Liguria con LCN 193. Resta visibile la ripetizione siciliana, mentre in Puglia è a nero per mesi e poi eliminato; inoltre curiosamente in Piemonte AB Channel è ripetuto anche dall'emittente locale Show TV fra dicembre 2015 ed aprile 2016. Tutte le ripetizioni vengono rimosse entro fine maggio 2016 (quella siciliana è tolta a giugno 2016 dopo mesi di nero). Infine da metà giugno 2016 per qualche mese un era ormai ridotta quasi interamente a televendite e ripetuta da mattina a mezzanotte da Telecampione (LCN 75), finché sparì definitivamente dal digitale terrestre per oltre un anno restando in onda solo sul satellite.

### Avvenimenti recenti (dal 2018)
Nel 2018 fu tentato un rilancio: dal 25 gennaio ritornò disponibile come canale autonomo sul digitale terrestre in Piemonte, trasmesso sul mux Grp con LCN 617, mentre alcune emittenti locali si collegano al canale in alcune ore del giorno ritrasmettendo programmi di lottologia e affini. Oltre ad essi, il palinsesto includeva anche trasmissioni sportive, alcuni film (soprattutto nel palinsesto notturno) e telenovelas. La copertura si espande inoltre in Emilia-Romagna sul mux Teleromagna, in Puglia sul mux Teledehon (LCN 607). Queste ripetizioni hanno però vita breve e vengono eliminate entro maggio 2018 (in Piemonte) o i mesi successivi.
Dal 13 ottobre 2018 abbandonò anche la frequenza satellitare: il canale risultava così visibile soltanto in streaming e in alcune ripetizioni sul digitale terrestre. A novembre 2018 tornò in onda per breve tempo in alcune zone della Lombardia sul mux Videostar (B), sull'LCN 186 con l'identificativo errato "ditv turismo".
È tornato sul satellite per pochi giorni dal 21 al 26 febbraio 2020, per essere successivamente spento definitivamente.